# قطاط مصري
قطاط مصري أو تَوْرَم مِصْري أبو ظِفْر (الاسم العلمي: Pluvianus  aegyptius) (بالإنجليزية: Egyptian  Plover)‏ هو طائر ينتمي إلى قطاط مصري (فصيلة: Pluvianidae). يألف ضفاف النيل وسائر أنهر وبحيرات إفريقية الشرقية والغربية. طوله نحو 22 سم. ثوبه أبلق يعيش كالحمام ذكراً وأنثى. عدد سربه يراوح من أربعة إلى ستة أزواج.